# Escuela Médica Salernitana

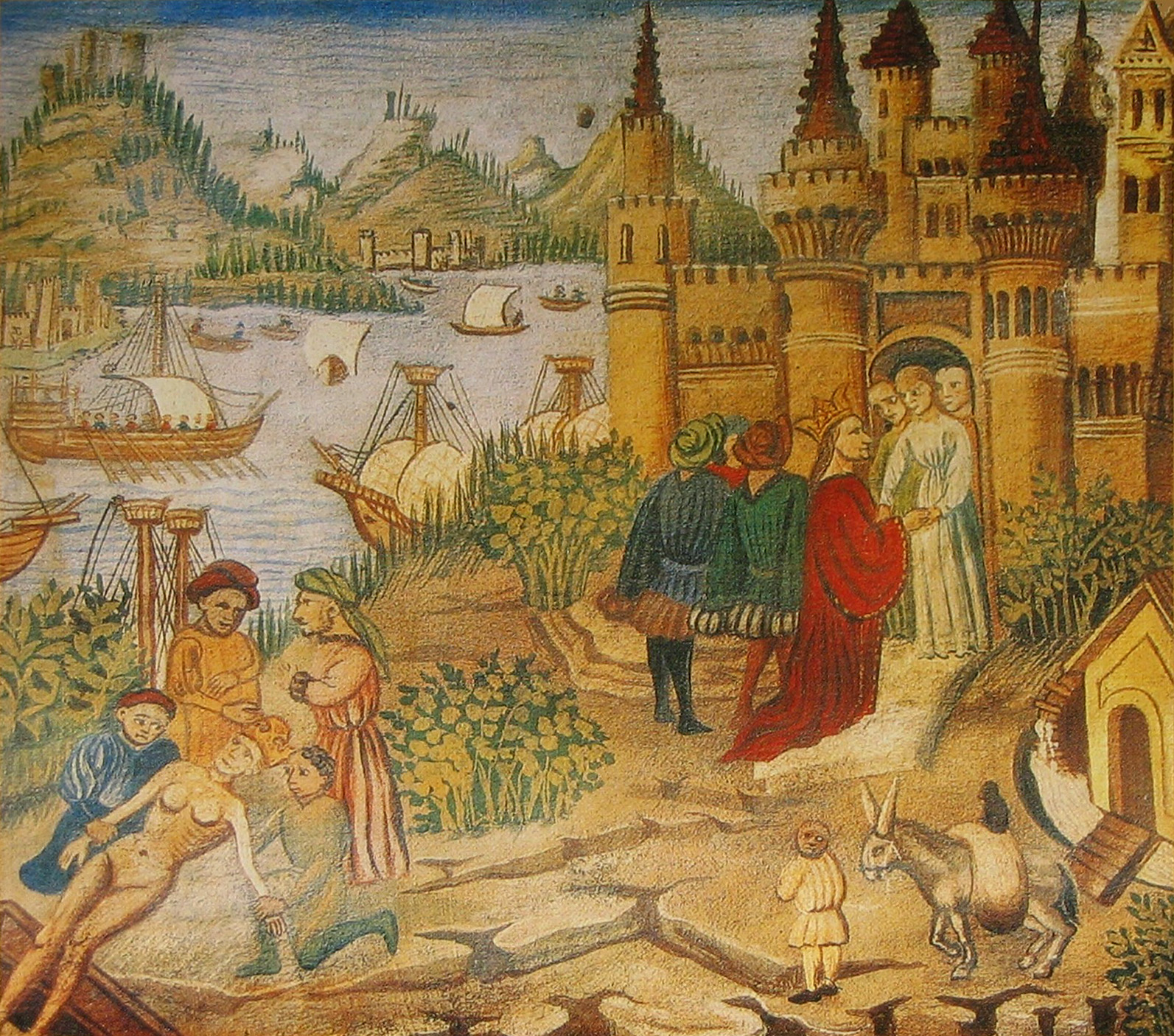
Una miniatura que representa la Scuola Medica Salernitana de una copia de los Cánones de Avicena.

La Escuela Médica Salernitana (en italiano: Scuola Medica Salernitana) fue la primera escuela médica medieval y estaba situada en la ciudad de Salerno, región de Campania, Italia, siendo la mayor fuente de conocimiento médico de Europa en su tiempo. Se habían acumulado textos de tratamientos médicos árabes en traducciones griegas en la biblioteca de Montecassino, donde fueron traducidas al latín; la tradición de Hipócrates, Galeno y Dioscórides que habían recibido fue enriquecida por la práctica médica árabe y judía, conocida a través de contactos en Sicilia y el norte de África. Como resultado, los practicantes de la medicina de Salerno, tanto hombres como mujeres, no tenían rival en el Mediterráneo Occidental por sus conocimientos. Su fama cruzó fronteras, como prueba el hecho de que manuscritos salernitanos se encontraban en numerosas bibliotecas europeas y eran citados por cronistas de la época.
El encuentro de diferentes culturas permitió una enseñanza médica que nacía de la síntesis y la comparación de distintas experiencias, como se evidencia en la leyenda que atribuye la fundación de la escuela a cuatro maestros: el judío Helinus, el griego Pontus, el árabe Adela y el latino Salernus.
La Escuela Salernitana se fundó en el siglo IX alcanzando su máximo esplendor entre los siglos X y XIII, desde las últimas décadas de poder de la Lombardía Menor (durante las cuales su fama salió del ámbito local) hasta la caída de los Hohenstaufen. Algunos autores la consideran la primera universidad europea.

## Fundamento e importancia de la escuela
Los fundamentos de la Escuela se basaban en la síntesis de la tradición greco-latina complementada por las nociones provenientes de la cultura árabe y judía. Representa un momento fundamental en la historia de la medicina por la innovación que se introduce en el método y por su apuesta por la profilaxis. El enfoque se basaba sobre todo en la práctica y la experiencia, abriendo así el camino al método empírico y a la cultura de la prevención.
De particular importancia, desde el punto de vista social, es el papel jugado por las mujeres en la práctica y en la enseñanza de la medicina, pues eran aceptadas como profesoras y alumnas en claro contraste con las posteriores universidades, donde la presencia femenina estará prohibida hasta finales del siglo XIX.

## Historia
En la historia de la Escuela Médica Salernitana se pueden distinguir tres períodos.
- Siglo IX - siglo X: primer período.
- Siglo XI - siglo XIII: período de máximo esplendor.
- Siglo XIV - siglo XIX: período de decadencia.

### SigloIX-sigloX
El origen de la Escuela hay que buscarlo entre el siglo IX y el X, aunque en este primer período la documentación es muy escasa. Poco se sabe de la naturaleza, laica o monástica, de sus médicos y no está claro si la Escuela era ya una institución organizada.
Lo que si es seguro es que en el siglo X la ciudad de Salerno era muy conocida por su ambiente saludable y los conocimientos de sus médicos, y acababa de obtener su independencia del Principado de Benevento, fundándose el Principado de Salerno con el beneplácito del rey de Italia Luis II el Joven.
De los médicos de Salerno se cuenta que no tenían cultura literaria, pero gozaban de una gran experiencia y de un talento innato[cita requerida]. De hecho en este período la naturaleza de sus enseñanzas era fundamentalmente práctica y eran transmitidas oralmente.

### SigloXI–sigloXIII
La posición geográfica jugó seguramente un papel importante en el auge de la escuela: Salerno, puerto del centro del Mediterráneo, aglutinaba la influencia tanto de la cultura árabe como de la Greco-Bizantina. Del mar llegaron los libros de Avicena y Averroes, y del mar llega también el médico cartaginés (o de Ifriqiya) Constantino el Africano que vivió en la ciudad varios años y tradujo del árabe muchos textos: el Aphorisma y Prognostica de Hipócrates; Tegni y Megategni de Galeno; el Amalak (también conocido como "Liber Regius", o Pantegni) de Ali ibn Abbas (Haliy Abbas); el Viaticum de Ibn al Jazzar; el Liber divisionum y el Liber experimentorum de Rhazes; y el Liber dietorum, el Liber urinarium y el Liber febrium de Isacco de Toledo.
Bajo este empuje cultural se redescubren las obras clásicas que hacía tiempo que estaban olvidadas en los monasterios. Gracias a la Escuela Médica, la medicina fue la primera disciplina científica en escapar de los monasterios para confrontarse de nuevo con el mundo y la práctica experimental.
Con este propósito aumenta la importancia de los monjes: el monasterio de Salerno y de la vecina Abadía de Cava acogen durante el siglo XI la presencia de tres importantes personajes: el Papa Gregorio VII, el abad de Monte Cassino Desiderio (futuro Papa Víctor III) y el obispo Alfano I (personaje ecléctico: médico, arquitecto y poeta).
En este contexto la Escuela de Salerno crece hasta alcanzar el máximo de su esplendor: Salerno se gana el título de "Hippocratica Civitas" (Ciudad Hipocrática), título del que la ciudad aún se enorgullece.
En aquella época llegaban a la "Escuela de Salerno" personas provenientes de toda Europa, ya fuera para buscar una cura a sus dolencias o para aprender el arte de la medicina. El prestigio de los médicos de Salerno está muy documentado en las crónicas de la época y en numerosos manuscritos conservados en las mayores bibliotecas de Europa.
En el 1231 la autoridad de la escuela fue sancionada por el emperador Federico II: en su Constitución de Melfi se establece que la actividad de médico solo puede ser ejercitada si se está en posesión del diploma emitido por la Escuela Médica Salernitana.

### SigloXIV–sigloXIX
Con el nacimiento de la Universidad de Nápoles, la Escuela comenzó a perder importancia. Su prestigio con el tiempo fue ensombrecido por otras  universidades más jóvenes: Montpellier, Padua y Bolonia.
La Institución salernitana permanece activa durante varios siglos hasta que fue cerrada el 29 de noviembre de 1811 por el rey de Nápoles Joaquín I Napoleón, con ocasión de la reorganización de las instituciones públicas del Reino de Nápoles.
Los restos de la "Cátedra de Medicina y Diritto" de la Escuela Médica Salernitana continuaron funcionando en Salerno durante cincuenta años más hasta ser cerrada en 1861, por orden de Francesco De Sanctis, ministro del Reino de Italia.

### La nueva facultad de Medicina
El 18 de octubre de 2005, diversas personalidades nacionales, regionales y universitarias firman el protocolo de creación de la facultad de Medicina de la Universidad de Salerno. La nueva facultad se establece como continuación de la milenaria tradición de la Scuola Medica Salernitana. La facultad inicia su actividad en el año académico 2006/2007.

## Los principios del método
La Escuela se basaba fundamentalmente en la Teoría Humoral de Hipócrates y Galeno, aunque también en la experiencia adquirida en el ejercicio cotidiano. Además, con las traducciones de los textos árabes, se añadía a esta experiencia unos vastos conocimientos de herboristería y farmacología.

## La organización
El curriculum studiorum estaba constituido por:
- 3 años de lógica;
- 5 años de medicina (que comprendían cirugía y anatomía);
- 1 año de práctica con un médico anciano;

Estaba además prevista, cada 5 años, la autopsia de un cuerpo humano.
Hay que señalar que en la Escuela, aparte de las enseñanzas médicas (donde las mujeres eran admitidas como profesoras y como alumnas), había además cursos de filosofía, teología y derecho, estando por ello considerada como la primera universidad que se fundó en Europa.

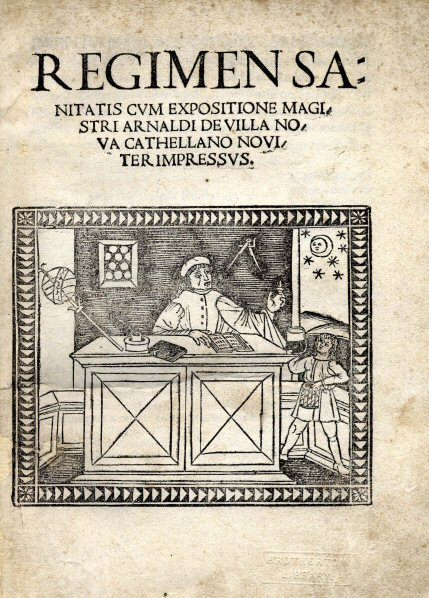
Cubierta de la primera edición del Regimen Sanitatis Salernitanum (1480).

## ElRégimen
El Regimen Sanitatis Salernitanum es el tratado más famoso producido en esta escuela. La obra, en versos latinos, resulta ser un compendio de normas higiénicas, de nutrición, de hierbas medicinales y de otras indicaciones terapéuticas sugeridas por la misma Escuela y puestas al servicio de su doctrina.

## Médicos célebres de la Escuela
- Garioponto (siglos X-XI)
- Pietro Clerico (siglos X-XI)
- Alfano I (siglo XI)
- Constantino el Africano (siglo XI)
- Trotula de Salerno (siglo XI)
- Ruggero Frugardi (siglo XIII)
- Giovanni Afflacio
- Saladino d'Ascoli (siglo XII)
- Matthaeus Platearius (siglo XII)
- Giovanni da Procida (siglo XIII)
- Francesca di Roma (siglo XIV)
- Abella de Salerno (siglo XIV)
- Mercuriade (siglo XIV)
- Constanza Calenda (siglo XV)
- Matteo Silvatico (siglo XIV)
- Rebeca de Guarna (siglo XV)